# Xã Gilman, Quận Nemaha, Kansas
Xã Gilman (tiếng Anh: Gilman Township) là một xã thuộc quận Nemaha, tiểu bang Kansas, Hoa Kỳ. Năm 2010, dân số của xã này là 238 người.